# Стоїслав I
Стоїслав I (*д/н —після 1193) — князь слов'янського племені руян у 1170—1181 роках.

## Життєпис
Походив з династії Віславовичів. Син Ратислава, князя руян. Про Стоїслава відомо небагато. Разом з братами Теславом та Яромаром боровся проти данських вторгнень у 1160-х роках. Після остаточної поразки руянських князів у 1168 році разом з усією знаттю прийняв християнство.
Після смерті у 1170 році свого брата Теслава, розділив владу з іншим братом Яромаром та, імовірно, небожем Добіславом. Наскільки тривалий було співолодарювання достеменно не знано. Лише у 1181 році Яромар став єдиним князем Рюгена. У свою чергу Стоїслав отримав частину земель — Реддевіц та сучасний Брандсхаген, на південь від Штральзунду, заснувавши рід Путбусів.

## Родина
- Борант I, князь Реддевіцу